# Gennaro Bucceroni
Gennaro Bucceroni SJ (* 21. April 1841 in Neapel; † 18. Februar 1918 in Rom) war ein italienischer römisch-katholischer Priester und Professor für Moraltheologie an der Päpstlichen Universität Gregoriana.

## Leben und Wirken
Bucceroni trat 1856 in den Jesuitenorden ein und studierte in Neapel Rhetorik, zwischen 1860 und 1864 zuerst Philosophie und Naturwissenschaften in Balaguer, um schließlich in Laval sein Theologiestudium zu vollenden. Von 1864 bis 1868 wirkte er als Dozent für Philosophie, Geschichte der Philosophie, Naturgeschichte und Hebräisch auf den Kanarischen Inseln. Nach dem Empfang der Priesterweihe 1870 wurden Bucceroni verschiedene Lehraufträge übertragen. Ab 1875 dozierte er in Laval Dogmatik, Exegese und Moraltheologie. 1881 war er Dozent für die Heilige Schrift und Moraltheologie in Jersey, 1883 dozierte er Dogmatik in Löwen.
1884 erfolgte die Ernennung zum Professor für Moraltheologie an der Päpstlichen Universität Gregoriana in Rom, wo ihn unter anderem seine Bestellung zum Mitglied der Kongregationen für die Religiosen und die Sakramente erreichte. Bei der Schaffung des Codex Iuris Canonici 1917, des ersten einheitlichen katholischen Gesetzbuchs, übernahm Bucceroni als Mitarbeiter in einer Kommission für die Kodifikation beratende Funktion.
Er starb am 18. Februar 1918 in Rom.

## Veröffentlichungen (in Auswahl)
- Commentarius de sacramentorum causalitate. P. Lethielleux, Paris 1884.
- Commentarius in constitutionem Benedicti XIV : sacramentum poenitentiae secundum omnes decisiones sacrarum Rom. Congr. 2. Auflage. Typ. Polyglotta, Rom 1888.
- Institutiones theologiae moralis secundum doctrinam S. Thomae et S. Alphonsi. 2. Auflage. Forzani et socii, Rom 1893 (2 Bände).
- Enchiridion morale : complectens selectas decisiones Sanctae Sedis et Sacrarum Romanarum Congregationum quae professoribus theologiae moralis et confessariis magis usui esse possunt. 3. Auflage. Cuggiani, Rom 1900.